# Dragan Ćirić
Dragan Ćirić (serbisch-kyrillisch Драган Ћирић, * 15. September 1974 in Jakovo, Belgrad) ist ein ehemaliger jugoslawischer Fußballspieler.

## Karriere
Ćirić begann seine Karriere in Jakovo, einem Dorf nahe Belgrad. Später trat er der Jugendabteilung von Partizan Belgrad bei und gab dort in der Saison 1992/93 sein Profidebüt. Insgesamt verbrachte Ćirić fünf Spielzeiten bei Partizan, in denen er 31 Tore in 126 Ligabegegnungen vorweisen kann. Nach vier gewonnenen jugoslawischen Meisterschaften verabschiedete sich Ćirić 1997 in Richtung Spanien, um sich dem FC Barcelona anzuschließen. Beim katalanischen Klub kam er jedoch über den Status eines Ergänzungsspielers nicht hinaus. Während seiner zwei Saisons dort gewann er zwar zwei spanische Meisterschaften und je ein Mal den spanischen Pokal und den UEFA Super Cup, bestritt jedoch von insgesamt 26 Ligaspielen nur sechs von Beginn an. Die Saison 1999/00 verbrachte Ćirić leihweise beim griechischen Klub AEK Athen, wo er wieder zum Stammspieler avancierte und mithalf am Ende der Saison den griechischen Pokal zu gewinnen. 2000 wechselte Ćirić innerhalb Spaniens zu Real Valladolid, die er 2004, nach dem Abstieg in die Segunda División, verließ, um für eine letzte Spielzeit zu Partizan Belgrad zurückzukehren. Am Ende der Saison 2004/05, nachdem er noch ein weiteres Mal die Meisterschaft gewann, beendete Ćirić im Alter von 30 Jahren seine Karriere.
Für die jugoslawische Nationalmannschaft absolvierte Ćirić zwischen 1995 und 1997 insgesamt vier Länderspiele, allesamt als Einwechselspieler. Sein erstes Länderspiel bestritt er am 12. November 1995 beim 4:1-Sieg über El Salvador.
Nach seiner aktiven Zeit eröffnete Ćirić ein spanisch-mediterranes Restaurant im Belgrader Stadtbezirk Zemun.

## Erfolge
- Serbisch-Montenegrinische Meisterschaft (BR Jugoslawien) (5): 1993, 1994, 1996, 1997, 2005
- Jugoslawischer Pokal (1): 1994
- Spanische Meisterschaft (2): 1998, 1999
- Spanischer Pokal (1): 1997
- Griechischer Pokal (1): 2000
- UEFA Super Cup (1): 1997